# الألعاب الأولمبية الصيفية للشباب 2026
الألعاب الأولمبية الصيفية للشباب 2026 وتعرف ب داكار 2026 ،هي النسخة الرابعة من الألعاب الأولمبية للشباب وستكون أول حدث أولمبي يقام في أفريقيا.
كان من المقرر أن تقام الدورة في 2022 لكنها تأجلت بسبب تأجيل الألعاب الأولمبية الصيفية 2020 لعام 2021 بسبب جائحة فيروس كورونا.